# Посёлок 3-го участка института имени Докучаева
3-го уча́стка институ́та им. Докуча́ева — населённый пункт в Таловском районе Воронежской области.
Входит в состав Каменно-Степного сельского поселения.

## Население
| 2010 |
| ---- |
| 359  |

## Улицы
- ул. Дружбы,
- ул. Новая,
- ул. Трудовая,
- ул. Центральная.